# Psapharochrus cylindricus
Psapharochrus cylindricus är en skalbaggsart som först beskrevs av Bates 1861.  Psapharochrus cylindricus ingår i släktet Psapharochrus och familjen långhorningar.
Artens utbredningsområde är Paraguay. Inga underarter finns listade i Catalogue of Life.